# Enedreytes sepicola
Enedreytes sepicola är en skalbaggsart som först beskrevs av Fabricius 1792.  Enedreytes sepicola ingår i släktet Enedreytes, och familjen plattnosbaggar. Enligt den svenska rödlistan är arten nära hotad i Sverige. Arten förekommer i Götaland, Öland och Svealand. Artens livsmiljö är skogslandskap, jordbrukslandskap.